# Euperilampus sinensis
Euperilampus sinensis är en stekelart som beskrevs av Boucek 1978. Euperilampus sinensis ingår i släktet Euperilampus och familjen gropglanssteklar. Inga underarter finns listade i Catalogue of Life.